# 1961 год в истории железнодорожного транспорта
1961 год в истории железнодорожного транспорта

## События
- Основана Западно-Сибирская железная дорога.
- 9 мая на основании Постановления Совета Министров СССР № 406 от 6 мая 1961 года и приказа МПС СССР № 95Ц от 9 мая 1961 года ликвидированы Калининская и Красноярская железные дороги.
- 22 ноября открыто движение по железной дороге Чиуауа — Тихий океан.

## Новый подвижной состав

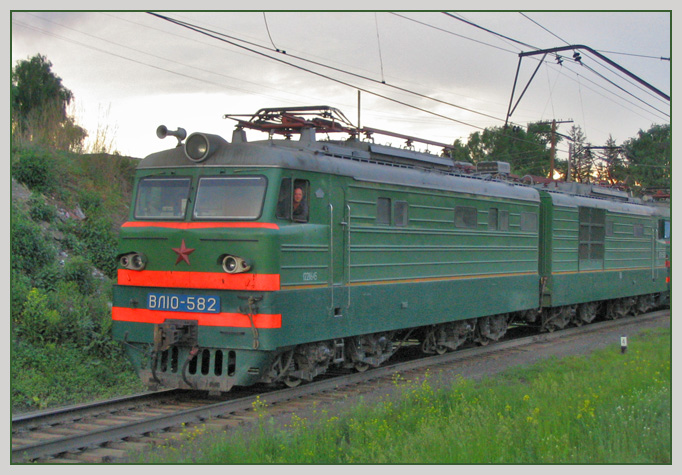
Электровоз ВЛ10

- Тбилисский электровозостроительный завод выпустил первые восьмиосные грузовые электровозы постоянного тока серии ВЛ10.
- Новочеркасский электровозостроительный завод выпустил опытные шестиосные электровозы переменного тока ВЛ60П и ВЛ62, а также первые ВЛ80.
- Харьковский и Луганский заводы выпустили опытные тепловозы ТЭ30 и ТЭ3Л соответственно.
- Из Чехословакии на советские железные дороги поступила партия из 87 электровозов ЧС3 производства «Шкода» — усиленной версии ранее поставлявшихся электровозов ЧС1.
- Из ФРГ на советские железные дороги поступили первые электровозы серии К.
- В Швеции за заводах компании NOHAB начат выпуск тепловозов серии T43.
- В Чехословакии на заводах компании ЧКД освоен выпуск тепловозов серии 775.
- В Германии на заводе Deutz AG освоен выпуск мотовозов серии CIE 611.